# Ельский, Константин Михайлович
Константин Михайлович Е́льский (1837—1896) —  зоолог, географ, геолог и путешественник.

## Биография
Родился 17 февраля 1837 года[по какому календарю?] в д. Ляды Смиловичской волости, Игуменского уезда Минской губернии (ныне в Червенском районе Минской области Беларуси). Происходил из обедневшего шляхетского рода Ельских. Его мать, Клотильда, была тётей Станислава Монюшко.
В 1853 году окончил Минскую гимназию, за время учёбы в которой он сблизился с известным в будущем исследователем фауны Байкала Бенедиктом Дыбовским, их дружба повлияла на выбор рода деятельности Константина как ученого-природоведа. В 1853—1856 годах учился на медицинском факультете Московского университета, затем перевёлся на физико-математический факультет Киевского университета (учился на естественном отделении). В 1858 году был награждён золотой медалью за конкурсную работу. Окончил Кевский университет в 1860 году.  Какое-то время он был куратором зоологического кабинета этого университета. Два года посещал педагогические курсы.
В 1862 году получил степень магистра. Источники сообщают, что в это время он преподавал: по одним источникам — в Киевской гимназии, по другим — в Киевском университете.
В 1863 году нелегально перешёл в Румынию; затем оказался в Константинополе. В Турции он некоторое время занимался геологической практикой, но в 1865 году приехал в Париж, где стал работать в Естествоиспытательском институте. Вскоре он получил предложение поехать в колонию Французская Гвиана в Южной Америке, чтобы готовить и высылать в Париж для музеев коллекции насекомых, чучела и шкуры зверей и птиц. В середине 1865 года уехал во Французскую Гвиану.
В Гвиане Ельский собирал и описывал растения, насекомых, птиц. Там он работал помощником фармацевта и в очень тяжелых условиях он с большим упорством собирал образцы местной флоры и фауны. Препарированные чучела отправлялись в Музеи Европы. Одних только пауков Ельский собрал и отправил в коллекцию музея около 300 экземпляров. Им были открыт несколько новых видов растений и животных. Новые виды птиц по сборам К. Ельского были большей частью описаны В. Тачановским.
Пробыв в Гвиане более четырёх лет, Ельский в 1869 году перебрался в Перу, где трудился около десяти лет. Он изучал фауну окрестностей Лимы, пересёк Кордильеры и прошёл в долину Чанчамайо и в район озера Хунин. Вместе с Яном Штольцманом Ельский исследовал (1875—1878) северные районы Перу на границе с Эквадором, а затем долину в верховьях реки Мараньон. В этот период Ельский участвовал в создании и организации работы природоведческого музея в Лиме.
С 1878 года Ельский жил в Варшаве; после женитьбы на Елене Корсаковой, переехал в Краков, где с 1880 года работал хранителем природоведческих коллекций Краковской академии наук и профессором зоологии на Высших женских курсах естествознания в Промышленном музее имени Баранецкого.
В 1886 году К. М. Ельский участвовал в геологической экспедиции на полуострове Бретань, а в октябре 1890 года — в Далмации.
По своим научным взглядам был сторонником эволюционной теории Ч. Дарвина. Исследования К. М. Ельского привели к  открытию неизвестных видов животных, в том числе млекопитающего Dinomys. В честь учёного один вид лавра получил название Ocotea jelscii. Он автор работы «О взаимной зависимости геологических явлений» (1891 г.). Часть воспоминаний  «Популярно-природоведческие рассказы про нахождение во Французской Гвиане и частично в Перу» вышла после его смерти (умер он 26 ноября 1896 года[по какому календарю?]) — в 1898 году, в Кракове.

## Таксоны, названные в честь Ельского
- Iridosornis jelskii
- Silvicultrix jelskii
- Upucerthia validirostris jelskii (Cabanis, 1874)
- Empidonomus jelskii Stolzmann, 1926 syn. Empidonomus varius

## Основные работы
«О взаимной зависимости геологических явлений» (1891 г.)
«Популярно-природоведческие рассказы про нахождение во Французской Гвиане и частично в Перу» (1898 г.)